# Baustelle
Baustelle són un grup provinent de Montepulciano (Siena, Itàlia) aparegut la segona meitat dels anys 90.

## Història
El seu primer àlbum Sussidiario illustrato della giovinezza va veure la llum el 2000 i va suscitar força interès per la presència simultània de diversos estils musicals: des de la cançó d'autor francesa i italiana a l'electrònica, passant per la new wave, bandes sonores dels anys 60 i 70 o bossa nova. El 2003 apareix La moda del lento, el qual, seguint el camí que ja havien començat a traçar, mereix el Premi Musica Indipendente al millor grup de l'any. El 2005 editen l'àlbum La malavita.

## Membres del grup i instruments
- Rachele Bastreghi: veu, sintetitzador, teclat, clarinet, orgue, percussió.
- Francesco Bianconi: veu, guitarra, sintetitzador, orgue.
- Claudio Brasini: guitarra.
- Claudio Chiari: bateria, percussió, sintetitzador.

## Curiositat
El nom del grup, "Baustelle", que en alemany vol dir "pedrera", va ser triat per casualitat en trobar-lo en un diccionari d'alemany després d'una llarga recerca a diversos diccionaris de l'italià a altres llengües estrangeres.

## Discografia
- Sussidiario illustrato della giovinezza (2000)
- La moda del lento (2003)
- La malavita (2005)
- Amen (2008)
- I mistici dell'Occidente (2010)
- Fantasma (2013)
- L'amore e la violenza (2017)
- L'amore e la violenza - Vol. 2 (2018)
- Elvis (2023)